# Friedrich Nitschke
Friedrich (Fritz) Nitschke (* 27. Februar 1906 in Staßfurt; † 24. Oktober 1944 im Zuchthaus Brandenburg-Görden) war ein deutscher Widerstandskämpfer und NS-Opfer.

## Leben

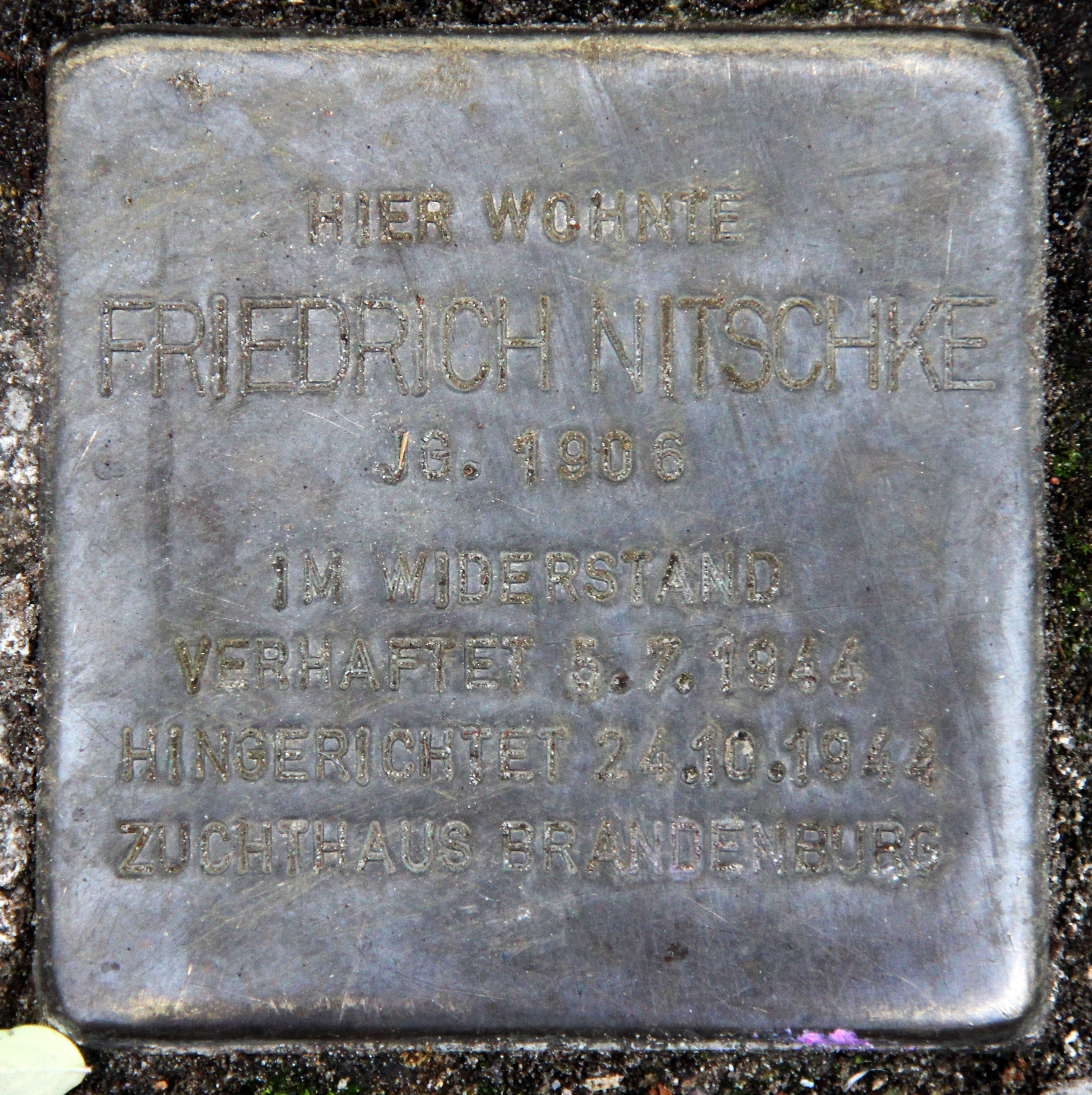
Stolperstein für Friedrich Nitschke vor der Lindauer Allee 17 in Berlin-Reinickendorf

Nitschke war Feinmechanikermeister und seit 1934 mit Irmgard Siegert verheiratet. Er gehörte keiner Partei an und war seit 1935 Inhaber einer kinotechnischen Werkstatt in Berlin-Kreuzberg.
Er schloss sich der Betriebszelle der Widerstandsgruppe Saefkow-Jacob-Bästlein bei Siemens & Halske in Berlin an und lernte dort im Frühjahr 1943 Franz Jacob kennen. Unter dem Decknamen „Franz Müller“ beschäftigte er Jacob  einige Zeit in seinem Betrieb und gewährte ihm Unterschlupf in seiner Wohnung. Anfang 1944 traf er Anton Saefkow. Er stellte seine Werkstatt für illegale Treffen und für die Herstellung und Vervielfältigung illegaler Publikationen und Flugblätter zur Verfügung. Außerdem beschaffte er für das Nationalkomitee Freies Deutschland (NKFD) Materialien, die er von Heinrich Werner aus dem Oberkommando der Wehrmacht / Abteilung „Ostpropaganda“ erhalten hatte und verteilte Ausgaben der Zeitung Freies Deutschland.
Im Juni 1944 übergab er dem befreundeten Walter Uhlmann Flugblätter des NKFD. In der Nacht zum 5. Juli 1944 vervielfältigte er zusammen mit Gustav Wegener das Flugblatt „Tatsachen!“, das der inzwischen verhaftete Bernhard Bästlein verfasst hatte.
Friedrich Nitschke wurde am 5. Juli 1944 verhaftet, am 5. September 1944 vom Volksgerichtshof zum Tode verurteilt und am 24. Oktober 1944 im Zuchthaus Brandenburg-Görden hingerichtet.

## Gedenken
Am 6. März 2009 wurde von der Stadt Berlin ein Stolperstein vor seiner Wohnung an der Lindauer Allee 17 in Berlin-Reinickendorf angebracht.